# Albert d'Unha
|  | Per a altres significats, vegeu «Sant Albert». |

Albert d'Unha (Unha, Naut Aran, Val d'Aran) fou un sant llegendari, venerat localment com a patró dels segadors. El nom fa referència al riu Onyar, que segons la llegenda va crear Albert orinant.

## Llegenda
La tradició diu que Albert era fill del poble d'Unha, a la Vall d'Aran. Era segador i molt devot: com a recompensa divina, ell sol segava més blat que els seus companys plegats; això feia que li tinguessin enveja i li fessin males passades, però sempre se'n sortia bé. Un cop que l'empaitaven, va arribar al riu Garona i volgué travessar-lo; com que el barquer estava d'acord amb els altres segadors, no volia passar-lo: l'Albert prengué el seu capell i el llençà al riu, s'hi posà sobre seu i travessà el riu sense problemes. Per això, també fou invocat pels barquers.
Va marxar, però, i deixà la vall per anar al Gironès, on també fou segador. També hi fou envejat pels altres llauradors, que el van fer fora a cops de pedra. En fugir, va arribar a un riu sec; la llegenda transmesa per Joan Amades diu que el sant va pixar al llit del riu i va fer-se un cabal tan abundant que el nou riu va detenir els seus perseguidors: des de llavors, el rierol rep el nom d'Unyà (ara escrit Onyar), a causa de la procedència del sant. Aquesta és la llegenda coneguda com "Pixarrada de Sant Albert".
Sant Albert d'Unha era venerat, pel seu ofici, com a sant patró dels segadors, i se celebrava el dia 13 de maig.